# 王辅臣 (化工专家)
王辅臣 (1966年4月—)，甘肃岷县人，华东理工大学教授，主要从事热能工程方面的研究工作。担任973计划项目首席科学家，入选中华人民共和国教育部2009年度"长江学者"特聘教授、教育部新世纪优秀人才计划。